# Calliandra molinae
Calliandra molinae är en ärtväxtart som beskrevs av Paul Carpenter Standley. Calliandra molinae ingår i släktet Calliandra och familjen ärtväxter. Inga underarter finns listade i Catalogue of Life.